# Telemofila
Telemofila is een geslacht van spinnen uit de familie Telemidae.

## Soorten
- Telemofila pecki (Brignoli, 1980)
- Telemofila samosirensis Wunderlich, 1995